# James Alexander Oliver
James Alexander Oliver, britanski general, * 1906, † 1990.